# Скокос, Костас
Скокос Костас (греч. Κώστας Σκόκος; 1940 — 24 ноября 2013) — греческий музыкант и актёр. Известен в первую очередь как один из пионеров греческой рок-музыки, а также как обладатель одного из самых известных голосов телеведущих и актёров дубляжа 1980-1990-х годов на греческом телевидении.

## Биография
Единственный сын Екатерины Параскевы и Антониоса Скокоса, довольно известных музыкантов-пианистов своего времени, обучавшихся в Берлинской высшей школе музыки у Эгона Петри в Берлине активно и успешно выступавших дуэтом на сценах Европы. При чём один из учеников Антониоса был Костас Кидониатис.
С конца 1950-х начинает увлекаться музыкой и играет на барабанах в одной из первых греческих рок-групп. В дальнейшем пробовал себя как актёр, но наибольшую славу, принесла деятельность на телевидении, где его своеобразный и специфичный голос оказался востребованным. За пределами музыки и телевидения вёл скромный и малозаметный образ жизни, что не характерно для личностей, связанных с культурой и средствами массовой информации. Умер в ноябре 2013 года.

## Костас Скокос в The Forminx
Точно не известно когда, но ориентировочно в конце 1950-х Костас Скокос вместе со своими школьными товарищами Тимиосом Петру, Арнисом Сотирисом и Василисом Бакополусом организовали малопримечательный джазовый коллектив, который исполнял хиты своего времени, играя на танцплощадках. Никто из участников не планировал в дальнейшем продолжать карьеру музыканта, например, Сотирис стал архитектором, а Бакополус — химиком. Тем не менее в начале 1960-х к ним присоединяется начинающий набирать популярность перспективный музыкант и композитор Вангелис Папатанасиу, который искал группу с которой он мог бы играть набирающий популярность рок. Несмотря на то, что у Вангелиса уже был опыт выступления на сцене с клавишными инструментами, кроме того он был первым жителем Греции, у которого появился орган Хаммонда, тем не менее как ни странно, но он планировал стать барабанщиком, однако Костас отстоял своё место.
В сети довольно трудно найти фото с Костасом и большинство из них это или группа The Forminx или фрагмент с Костасом, вырезанный из какой-либо фотографии с The Forminx. Даже те, кто отмечают голос и передачи с участием Скокоса, как правило не видели его реального лица.
Примечательно то, что на фотографиях группы Костас зачастую оказывается или с краю или в глубине сцены или вообще отсутствует в кадре. Показательным является фрагмент из фильма «Теодор и его ружьё», который используется или самостоятельно или как часть более глобального проекта, например «История греческого прогрессив-рока». В нём Костас со своими барабанами не только находится на другом этаже по отношению к остальной группе, но его к тому же плохо видно за перилами.

## Карьера после распада The Forminx
После распада The Forminx Костас некоторое время работал театральным актёром, пока его не заметили продюсеры популярных греческих телеканалов.
Благодаря запоминающемуся голосу Костас известен не только как актёр, озвучивающий те или иные роли в кинематографе, но и как актёр, озвучивающий популярных компьютерных персонажей в таких играх как KIT и «Трансформеры».
Костаса иногда путают с его тёзкой, поэтом Константиносом Скокосом отчасти от того, что Костас также писал стихи, но в отличие от своего более именитого предшественника он использовал в качестве основного языка — эсперанто.

## Дискография (выборочно)

### Какавториаранжировщик[17]
- Mandjourana’s Shake (как K. Skokos) The Forminx — Hello, My Love Salonica / Mandjourana’s Shake (7", Single) лейбл Pan-Vox, 1965 год, номер в каталоге PAN 6053
- Mandjourana’s Shake (как Κ. Σκόκος) The Forminx — The Forminx (10", Comp, Ltd) лейбл Music-Box, 2005, номер в каталоге 11073
- The Charms (4), The Idols (2), The Forminx, We Five (2), The Sounds (4) — Τα Ελληνικά Συγκροτήματα Των 60s (100 Μεγάλες Επιτυχίες Των 60s) (5xCD, Comp, Mono + Box, Sli) лейбл Not On label, 2010, номер в каталоге 9001055

### Как музыкант[17]
Γιώργος Θεοδοσιάδης — George Theodosiadis Jazz Group (CD, Comp) лейбл El Capitan, 2008, номер в каталоге 2201556072

## Фильмография

### Как актёр греческихтелесериалов[18]
- Η ετυμηγορία (Вердикт) 1978—1978 канал ΥΕΝΕΔ
- Οι αξιόπιστοι (Эти надёжные) 1982 канал ΥΕΝΕΔ
- Φρουτοπία (Фрутопия) 1985 канал ΕΡΤ
- Η βεντέτα (Месть)	1986 канал ΕΡΤ2
- Η έκτη εντολή (Шестая заповедь) 1989 канал ΕΤ2
- Η δίκη (1991) (Суд) 1991 канал ΕΤ2

### Актёр видеофильма[18]
- Το μανεκέν (Этот манекен)	1986

### Как участник группы The Forminx (играл сам себя)[18]
- O Thodoros kai to dikano (1962)
- O adelfos mou… o trohonomos (1963)
- Peripeteies me tous Forminx (1965)

### Как актёр озвучивания или дубляжа[18]
- Οδύσσεια του διαστήματος (Космическая Одиссея) 1982 канал	ΕΡΤ
- Μια φορά κι έναν καιρό στο διάστημα (Давным-давно в космосе) 1983 канал ΕΡΤ
- Το μυστήριο του χρυσού πιθήκου (Тайна золотой обезьяны) 1983 канал ΕΡΤ
- Σεβάχ ο θαλασσινός (Синдбад — мореход) 1983 канал	ΕΡΤ
- Ο γύρος του κόσμου σε 80 μέρες (Вокруг Света за 80 дней) 1986 ΕΡΤ
- Τα έξι αρκουδάκια (Шесть плюшевых мишек) 1987 канал ΕΡΤ

### Как ведущий популярного телевизионного шоу[18]
- Πανόραμα του αιώνα (Панорама века) 1983 канал	ΕΡΤ